# Fara v Milevsku
Stará fara v Milevsku je barokní budova, někdejší sídlo římskokatolické farnosti v Milevsku. Nachází se na hlavním milevském náměstí č.p. 3. Od roku 1963 je objekt zapsán na seznamu památek. 

## Historie

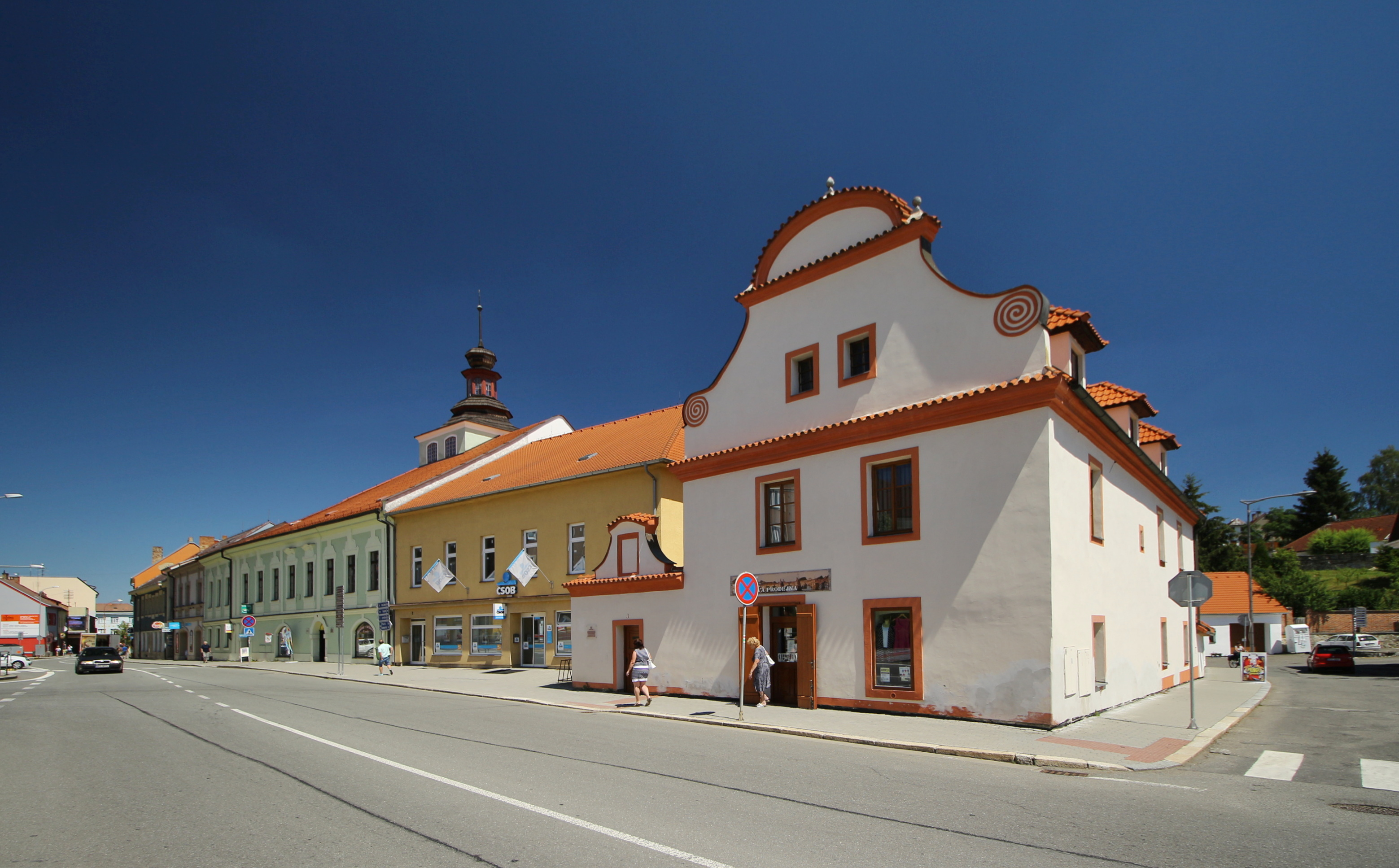
V popředí Stará fara a Stará radnice (zelená budova v pozadí).

Barokní budova fary z roku 1715 vznikla na zpustlém místě. Dům s krásným křídlovým štítem se nachází naproti spořitelně přes ulici, na nároží náměstí E. Beneše. V roce 1729 byla k faře přidělená zahrada pod Hůrkami. Fara skutečně sloužila jako příbytek milevských děkanů, až do roku 1852. Poté byla budova starého děkanství pronajímána různým nájemcům. Kolem roku 1800 zde například bydlel milevský učitel Václav Kypta, otec Emanuela Kypty, rovněž milevského učitele a Antonína Kypty, kovářovského faráře. Hudební materiál z pozůstalosti Kyptů se zčásti nachází v milevském muzeu.
Budova byla majetkem milevského kláštera až do roku 1937, kdy byla prodána do soukromého vlastnictví a modernizována. 